# ماكسويل ثورنتون
ماكسويل ثورنتون (بالإنجليزية: Maxwell Ruthven Thornton)‏ هو سياسي بريطاني (وحمل سابقاً جنسية المملكة المتحدة لبريطانيا العظمى وأيرلندا)، ولد في 11 يوليو 1878، وتوفي في 30 أغسطس 1950. حزبياً، نشط في الحزب الليبرالي. في الانتخابات العامة في المملكة المتحدة 1922 ‏، انتخب عضو برلمان المملكة المتحدة الـ32 عن دائرة Tavistock (UK Parliament constituency) ‏ (15 نوفمبر 1922 – 16 نوفمبر 1923) وفي الانتخابات العامة في المملكة المتحدة 1923 ‏، انتخب عضو برلمان المملكة المتحدة الـ33 عن دائرة Tavistock (UK Parliament constituency) ‏ (6 ديسمبر 1923 – 9 أكتوبر 1924).